# Циклогептан
Циклогептан — органічна речовина класу циклоалканів. Хімічна формула — C7H14.

## Отримання
Отримують як правило із нафти. Лабораторний синтез проводять за реакцією Клеменсена — відновленням з циклопентанону.

## Використання
Використовують Циклогептан як неполярний розчинник у хімічні промисловості, а також як інтермедіат для виготовлення фармацевтичних препаратів.